# Матуляк Геннадій Васильович
Геннадій Васильович Матуляк (29 квітня 1977, с. Мартинівське Вознесенського району Миколаївської області — 25 лютого 2022, с. Глібівка Вишгородського району Київської області) — український військовик, полковник[джерело?], командир першої авіаційної ескадрильї 299 БрТА, пілот літака МіГ-29, Л-39, Су-25. Герой України (2022, посмертно).

## Життєпис
Народився 29 квітня 1977 року в селі Мартинівське Вознесенського району Миколаївської області. Батьки родом з Івано-Франківської області. Батько — авіаційний технік.
Більше 10 років служив у 299-й бригаді тактичної авіації імені генерал-лейтенанта В. Нікіфорова (військова частина А4465, м. Миколаїв) з'єднання тактичної авіації Повітряних Сил ЗСУ. Літав на літаках МіГ-29, Л-39, Су-25. Загалом служив 28 років, а літав — понад 20 років.
Станом на 2011 рік був черговим льотчиком.
Станом на літо 2015 року був начальником розвідки штабу військової частини.
2017 року одружився вдруге.
З першого дня брав участь у відбитті повномасштабного російського вторгнення в Україну.
24 лютого 2022 року знищував ворожі колони над Херсонщиною, і над рідною Миколаївщиною.
Зранку 25 лютого 2022 року на півночі Києва в районі міста Гостомель героїчно знищив колону техніки російських окупантів. Після того полетів знову працювати по Київщині, але близько сьомої ранку під час повітряного бою російський винищувач влучив у літак Матуляка, він був ведучим. Льотчик почав виводити літак, аби захистити село, адже під ним розташувався великий розважальний комплекс. Уже навіть встиг потягнути катапульту, аж після другого влучання літак і пілот спалахнули. Машина впала за кілька кілометрів від села Глібівка Вишгородського району в лісосмузі. Літак падав на домівки людей, проте в останні секунди свого життя пілот зміг відвести падаючий штурмовик від житлової забудови села в ліс, де й розбився. Був похований місцевими жителями біля місця катастрофи.
16 квітня 2022 року перепохований в місті Миколаєві. Панахида відбулася в Кафедральному Соборі Касперівської ікони Божої Матері.
Залишилися дружина Ольга та двоє дітей — син Руслан та донька Софія.

## Нагороди
- звання Герой України з удостоєнням ордена «Золота Зірка» (28 лютого 2022, посмертно) — за особисту мужність і героїзм, виявлені у захисті державного суверенітету та територіальної цілісності України, вірність військовій присязі[8].

## Вшанування пам'яті
- 2022 року у Києві, а згодом і у Миколаєві з'явилися вулиці його імені[9].
- 25 лютого 2023 року відкрито меморіал пам'яті полковнику Геннадію Матуляку на місці авіатрощі[10].